# Pupilla turcmenia
Pupilla turcmenia ist eine Schneckenart aus der Familie der Puppenschnecken, die zur Unterordnung der Landlungenschnecken (Stylommatophora) gerechnet wird.

## Merkmale
Das rechtsgewundene, eiförmige bis eiförmig-zylindrische Gehäuse ist 3,00 bis 3,80 mm hoch (Mittel (n=100): 3,41 mm) und 1,65 bis 1,95 mm breit (Mittel (n=100): 1,77 mm). Der Höhen-/Breiten-Index variiert von 1,58 bis 2,30 (Mittel: 1,93). Durch diese Variabilität erscheinen die Gehäuse vergleichsweise kurz bis mäßig lang. Der Apex ist stumpf gerundet. Es hat 5,8 bis 7,0 Windungen, deren Peripherie flach bis mäßig gewölbt ist; entsprechend ist die Naht flach bis mäßig tief. Die letzte Windung steigt allmählich an. Der Mundrand ist annähernd eiförmig mit einer etwas abgeflachter Basis. Die Lippe ist mäßig bis deutlich verdickt und am Spindelrand und am unteren Rand deutlich umgebogen. Ein parietaler Kallus ist deutlich, aber schwächer als die Lippe ausgebildet. In der Seitenansicht ist der schwache bis stark ausgeprägte Nackenwulst (von der Basis bis zur Naht) deutlich zu sehen; er ist von der Lippe durch eine deutliche Furche getrennt und scheint weiß durch die Schale hindurch. Die Mündung ist unbewehrt oder weist lediglich einen rudimentären Parietalzahn auf. Der offene Nabel ist eng-förmig. Das Gehäuse zeigt auf der Oberfläche sehr feine radiale Rippchen, die durch aufgesetzte Peristrakum-Kämme sehr scharf erscheinen. Sie sind etwas unregelmäßig in der Höhe und der Richtung, und benachbarte Rippchen haben oft Verbindung miteinander. Die Schale ist hell gelblich-braun, mäßig dick und durchscheinend.
Im männlichen Trakt des Genitalapparates zweigt der Samenleiter relativ früh vom Eisamenleiter (Spermovidukt) ab. Er mündet apikal in den Epiphallus. Der Epiphallus ist etwa so lang wie der Penis. Der Penis ist lang, röhrenförmig und schlank mit einem konisch geformten, eher schlanken Caecum am Übergang Epiphallus/Penis. Der Penisappendix ist geringfügig länger als der Penis und unterteilt in einen unteren, dicken Teil und einen dünnen, langen oberen Teil. Der Penisretraktormuskel teilt sich in zwei Stränge, von denen einer am Epiphallus, der andere am basalen, dicken Teil des Penisappendix inseriert. Im weiblichen Trakt sind freier Eileiter und Vagina verhältnismäßig lang. Der Stiel der Spermathek ist sehr dünn, die Blase kaum ausgebildet. Kurz vor dem Ende zweigt ein kurzes Divertikel ab.

### Ähnliche Arten
Pupilla turcmenia ähnelt den beiden, ebenfalls fast zahnlosen Arten Pupilla paraturcmenica und Pupilla annandalei. Pupilla paraturcmenica hat stärker gewölbte, aber weniger Windungen, keinen Nackenwulst, einen weiteren und runden Nabel, eine dünnere Lippe und eine dunklere Gehäusefarbe. Außerdem gibt es Unterschiede im Genitalapparat. Pupilla paraturcmenica hat ein längeres Caecum, einen kürzeren Epiphallus, einen längeren Penisappendix und der Ansatz des Retraktormuskels an den Penis liegt dichter am Caecum.
Auch Pupilla annandalei hat an der Peripherie stärker gewölbte Windungen und die letzte Windung steigt ziemlich abrupt an. Der rundliche Nabel ist weiter, und ein Nackenwulst fehlt.

## Geographische Verbreitung und Lebensraum
Pupilla turcmenia wurde ursprünglich aus dem Kopet-Dag (Nordostiran) und dem westchinesischen Tian Shan beschrieben. Sie hat ein weites Verbreitungsgebiet, das sich über die mittelasiatischen Gebirge von Kirgisistan bis nach Tibet, Nordafghanistan und Belutschistan (Pakistan) erstreckt. Gittenberger et al. (2021) konnten die Art auch im westlichen Bhutan (Himalaya) nachweisen. Pupilla turcmenia wurde von Nekola et al. (2015) auch aus dem russischen Altai angegeben, da sie Pupilla altaica Meng & Hoffmann, 2009 als Synonym auffassen.
Die Art lebt an trockenen Hängen, vorwiegend auf kalkhaltigen Böden in oder nahe Wacholder-Wäldern. Sie kommt dort von etwa 2400 bis 2700 Metern über Meereshöhe vor.

## Taxonomie
Das Taxon wurde 1889 von Oskar Boettger als Pupa cupa (Jan) 1832 var. turcmenia in die Literatur eingeführt. Zwei Typenexemplare wurden von Walther & Hausdorf (2014) abgebildet. Likharev & Starobogatov (1967) stellen das Taxon als Unterart zur Gestreifen Puppenschnecke (als Pupilla sterri turcmenica). In der Mehrzahl der Publikationen wurde die fehlerhafte Schreibweise turcmenica verwendet. Sysoev & Schileyko (2005) und alle anderen Publikationen seit 2005 behandeln das Taxon als selbständige Art.

## Belege
1. 1 2  Oskar Boettger: Die Binnenmollusken Transkaukasiens und Chorassans. Zoologische Jahrbücher; Abteilung für Systematik, Geographie und Biologie der Tiere, 4: 925-982,  Jena 1889 Online bei www.biodiversitylibrary.org (PDF) (S. 958/9) Taf. 26, Fig. 3a-c
2. ↑  Anatolij A. Schileyko: [Terrestrial molluscs of the suborder Pupillina of the USSR fauna]. Fauna SSSR 3, 3. 399 S., 1984, Nauka, Leningrad. (in Russisch).
3. 1 2  Alexander V. Sysoev & Anatolij A. Schileyko: [Informal group Stylommatophora] In: Yuri I. Kantor & Alexander V. Sysoev: [Catalogue of molluscs of Russia and adjacent countries]. Seiten 228-307, 2005, КМК Scientific Press, Moskva.(in Russisch).
4. 1 2  I. M. Likharev, Y. I. Starobogatov: [On the molluscan fauna of Afghanistan.]. Trudy Zoologicheskogo Instituta Akademii nauk SSR, 42: 159-197, 1967. (In Russisch).
5. ↑  Beata M. Pokryszko, Kurt Auffenberg, Jaroslav Č. Hlaváč, Fred Naggs: Pupilloidea of Pakistan (Gastropoda: Pulmonata): Truncatellininae, Vertigininae, Gastrocoptinae, Pupillinae (In Part). Annales Zoologici, 59(4): 423–458, 2009 doi:10.3161/000345409X484847
6. ↑  Edmund Gittenberger, Choki Gyeltshen, Pema Leda, Sherub Sherub: The superfamilies Pupilloidea and Enoidea (Gastropoda, Eupulmonata) in Bhutan. Folia Malacologica, 29(2): 69–90, 2021 doi:10.12657/folmal.029.009
7. ↑  Jeffrey C. Nekola, Brian F. Coles & Michal Horsák: Species assignment in Pupilla (Gastropoda: Pulmonata: Pupillidae): integration of DNA-sequence data and conchology. Journal of Molluscan Studies, 81(2): 196–216, 2015 doi:10.1093/mollus/eyu083
8. ↑  Frank Walther & Bernhard Hausdorf: Pupilla (Pupilla) kyrostriata n. sp. from Transcaucasia (Gastropoda: Pupillidae). Archiv für Molluskenkunde, 143(1): 51–56, 2014 doi:10.1127/arch.moll/1869-0963/143/051-056